# 698 Ernestina
698 Ernestina è un asteroide della fascia principale del diametro medio di circa 27,03 km. Scoperto nel 1910, presenta un'orbita caratterizzata da un semiasse maggiore pari a 2,8687769 UA e da un'eccentricità di 0,1079268, inclinata di 11,52319° rispetto all'eclittica.
Il suo nome è in onore di Ernst Wolf, il figlio di Max Wolf.